# Grimmia gigantea
Grimmia gigantea là một loài Rêu trong họ Grimmiaceae. Loài này được (Funck) Schimp. mô tả khoa học đầu tiên năm 1860.